# Ara autocthones
L'ara di Saint Croix (Ara autocthones Wetmore, 1937) è una specie estinta di pappagallo vissuta nelle isole caraibiche di Saint Croix e di Porto Rico.
Fu originariamente descritta da Alexander Wetmore nel 1937 in base al ritrovamento nel 1934 in un sito archeologico di Saint Croix di ossa subfossili databili al IV secolo d.C. da parte di L. J. Korn. Il luogo di origine della specie è ignoto perché i pappagalli venivano di solito scambiati con regolarità tra gli indigeni delle varie isole caraibiche.

## Estinzione

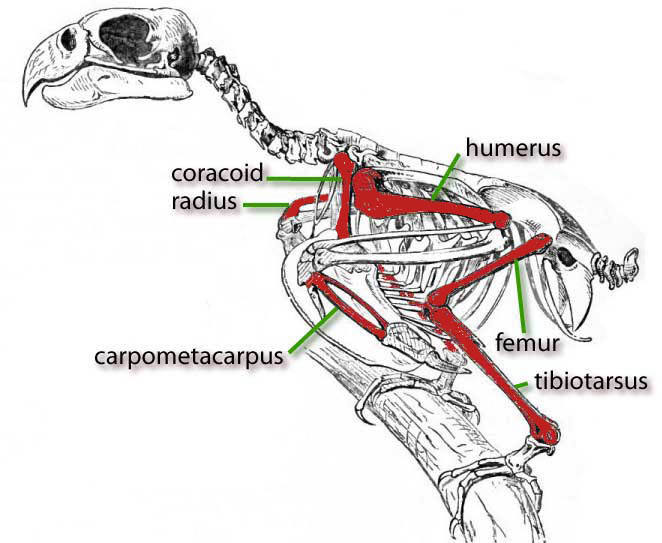
Disegno anatomico dello scheletro di un pappagallo da parte di Richard Lydekker. Le ossa subfossili ritrovate nell'isola di Saint Croix sono frammenti delle ossa colorate in rosso nell'immagine

Le cause dell'estinzione dell'ara autocthones sono sconosciute, anche se alcuni studiosi reputano che siano legate all'arrivo degli uomini nelle isole dove questi pappagalli vivevano. Il ritrovamento delle ossa subfossili di questa specie tra i rifiuti di un insediamento di indigeni nativi americani dell'isola di Saint Croix fa infatti presumere che questo genere di pappagalli fosse utilizzato come cibo.
Le ossa subfossili sono databili intorno al 300 d.C., il che implica che l'estinzione di questi uccelli sia avvenuta successivamente